# Pedernales (municipalité)
Pour les articles homonymes, voir Pedernales.
Pedernales est l'une des 4 municipalités de l'État de Delta Amacuro au Venezuela. Son chef-lieu est Pedernales. En 2011, la population s'élève à 6 438 habitants.

## Géographie

### Subdivisions
La municipalité est divisée en deux paroisses civiles avec chacune à sa tête une capitale (entre parenthèses) :
- Pedernales (Pedernales) ;
- Luis Beltrán Prieto Figueroa (Capure).